# Laguna Negra de Urbión
Die Laguna Negra de Urbión (kurz Laguna Negra) ist ein spanischer Bergsee, der sich in der Region Kastilien und León auf einer Höhe von rund 1700 Metern befindet. Er liegt in den Picos de Urbión, die ein Teil des Iberischen Gebirges sind.
Der Name des Sees geht auf seine dunkle Färbung zurück. 

## Lage
Der Bergsee befindet sich in der Region Soria, rund 50 Kilometer nordwestlich von der gleichnamigen Hauptstadt. Die Laguna Negra liegt im Schatten des Pico de Urbión, der mit einer Höhe von 2228 Metern die höchste Erhebung des Iberischen Gebirges darstellt. Die Zufahrt mit dem Auto erfolgt über das Revinuesa-Tal aus südlicher Richtung, ehe man links auf die Bergstraße abbiegt, die unweit des Sees endet. Bis zum Parkplatz beim Paso de la Serrá, können zwei unterschiedliche Routen gewählt werden.
Unweit der Laguna Negra befinden sich mit der Laguna Helada und Laguna Larga. Die bekannteren Lagunas de Neila liegen knappe 20 Kilometer weiter westliche.

## Flora und Fauna
Die Landschaft um den Bergsee ist von zahlreichen Bächen, Wäldern und Graslandschaften geprägt. Hervorzuheben ist die Waldkiefer, die nahezu das Ganze Revinuesa-Tal bedeckt. Im See leben zahlreiche Forellen und Welse, während das umliegende Land einen Lebensraum für Raubvögel, Wildkatzen, Wölfe, Hirsche, Wildschweine und zahlreiche weitere Tiere bietet.

## Legenden und Literatur
Legenden zufolge ist die Laguna Negra bodenlos und über unterirdische Bäche und Höhlen mit dem Meer verbunden. Über die unendliche Tiefe des Sees schrieb auch Antonio Machado im Jahr 1912 in seinem Werk La tierra de Alvargonzález. Tatsächlich weist die Laguna Negra eine maximale Tiefe von acht Metern auf. Eine weitere Legende berichtet von einem Monster, das am Boden des Sees lebt und alles verschlingt, was in den See fällt.

## Sport
Alljährlich findet am ersten Sonntag des Augusts ein Schwimm-Event statt, bei dem die Teilnehmer die kalte Laguna Negra durchqueren.

### Radsport
Im Jahr 2020 ging erstmals eine Etappe der Vuelta a España bei der Laguna Negra zu Ende. Damals führte die 3. Etappe von Lodosa zum Bergsee, wobei im Finale die südlichere und kurvenreichere Auffahrt gewählt wurde. Diese weist auf einer Länge von 6,5 Kilometern eine durchschnittliche Steigung von 6,7 % auf, wobei die letzten 1,5 Kilometer vom Paso de la Serrá im Schnitt bei rund 10 % liegen. Die Auffahrt zur Laguna Negra erwies sich als wenig Selektiv, obwohl er als Bergwertung der 1. Kategorie klassifiziert worden war. Im Zielsprint aus der Favoritengruppe setzte sich der Ire Daniel Martin vor dem Gesamtführenden Primož Roglič durch.
Im Jahr 2023 ging die 11. Etappe erneut mit einer Bergankunft bei der Laguna Negra zu Ende, wobei erneut die südlichere Auffahrt gewählt wurde. Den Etappensieg sicherte sich Jesús Herrada aus der Ausreißergruppe.
| Jahr | Etappe     | Bergwertung  | Fahrer        | Auffahrt |
| ---- | ---------- | ------------ | ------------- | -------- |
| 2020 | 3. Etappe  | 1. Kategorie | Daniel Martin | Südlich  |
| 2023 | 11. Etappe | 1. Kategorie | Jesús Herrada | Südlich  |

## Galerie

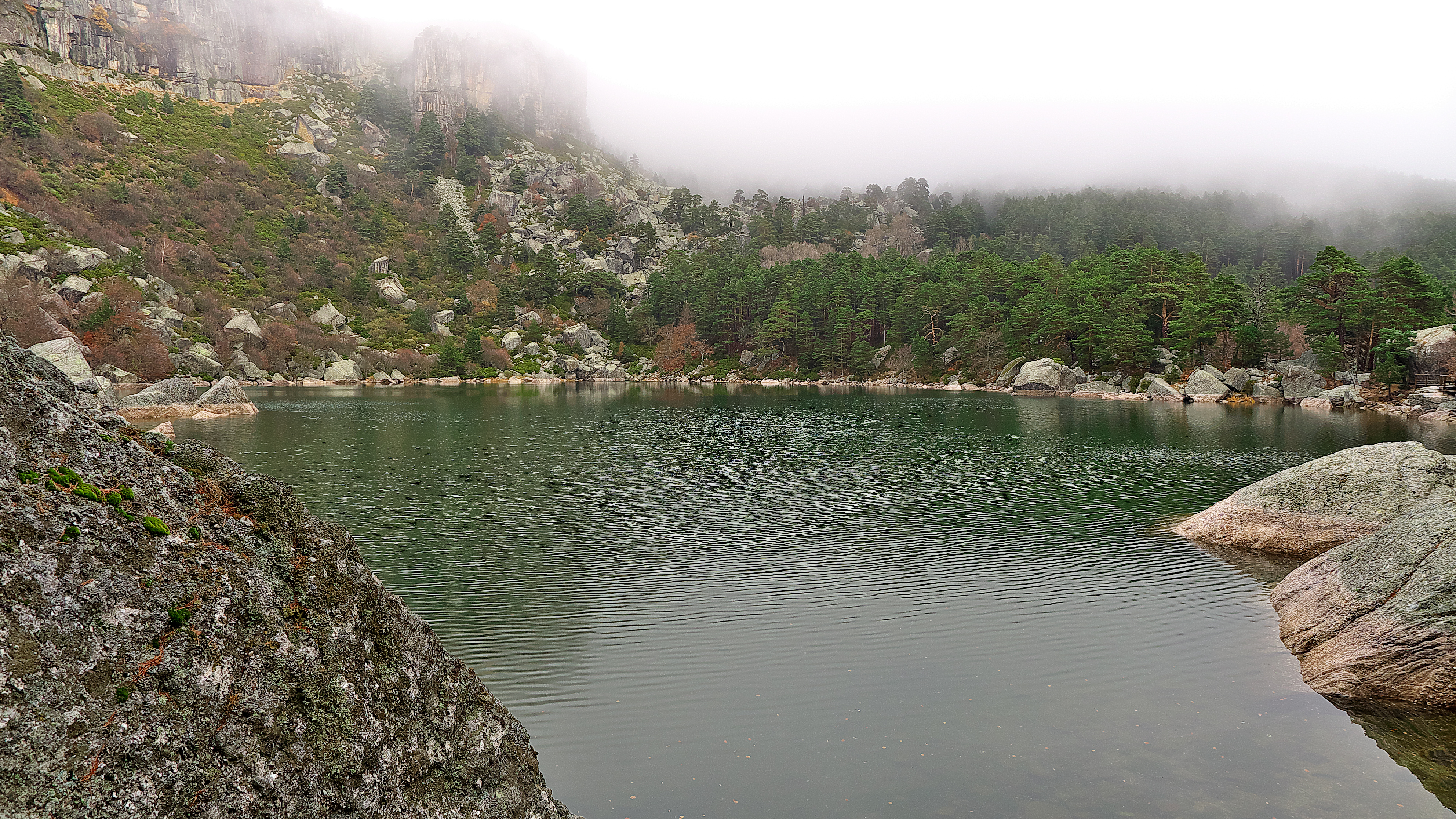
Ufer der Laguna Negra
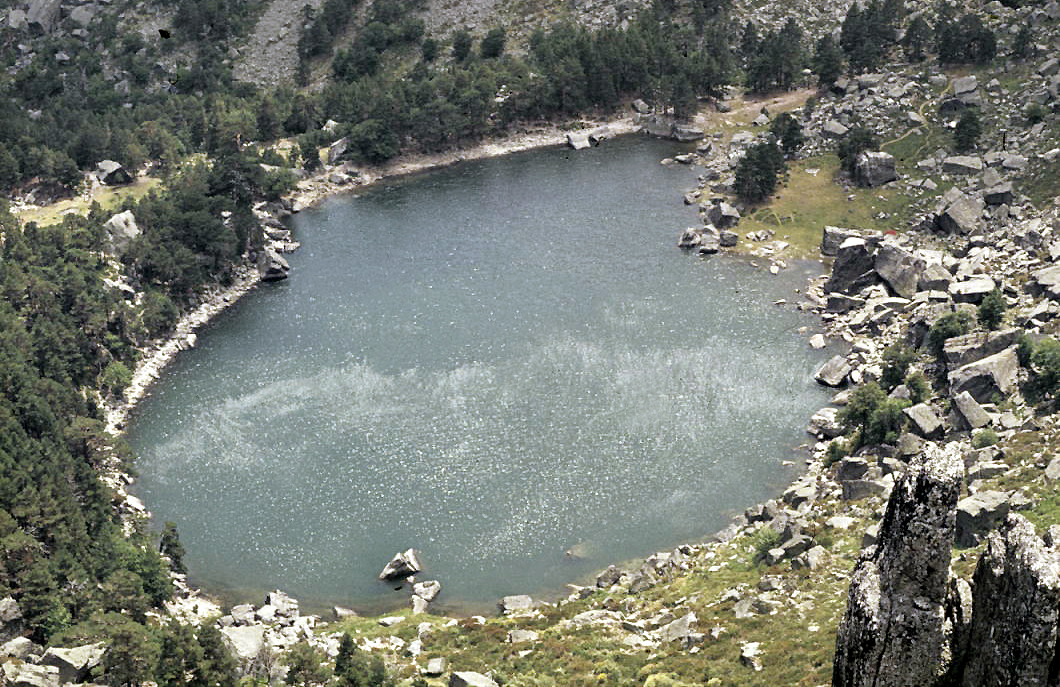
Laguna Negra von oben
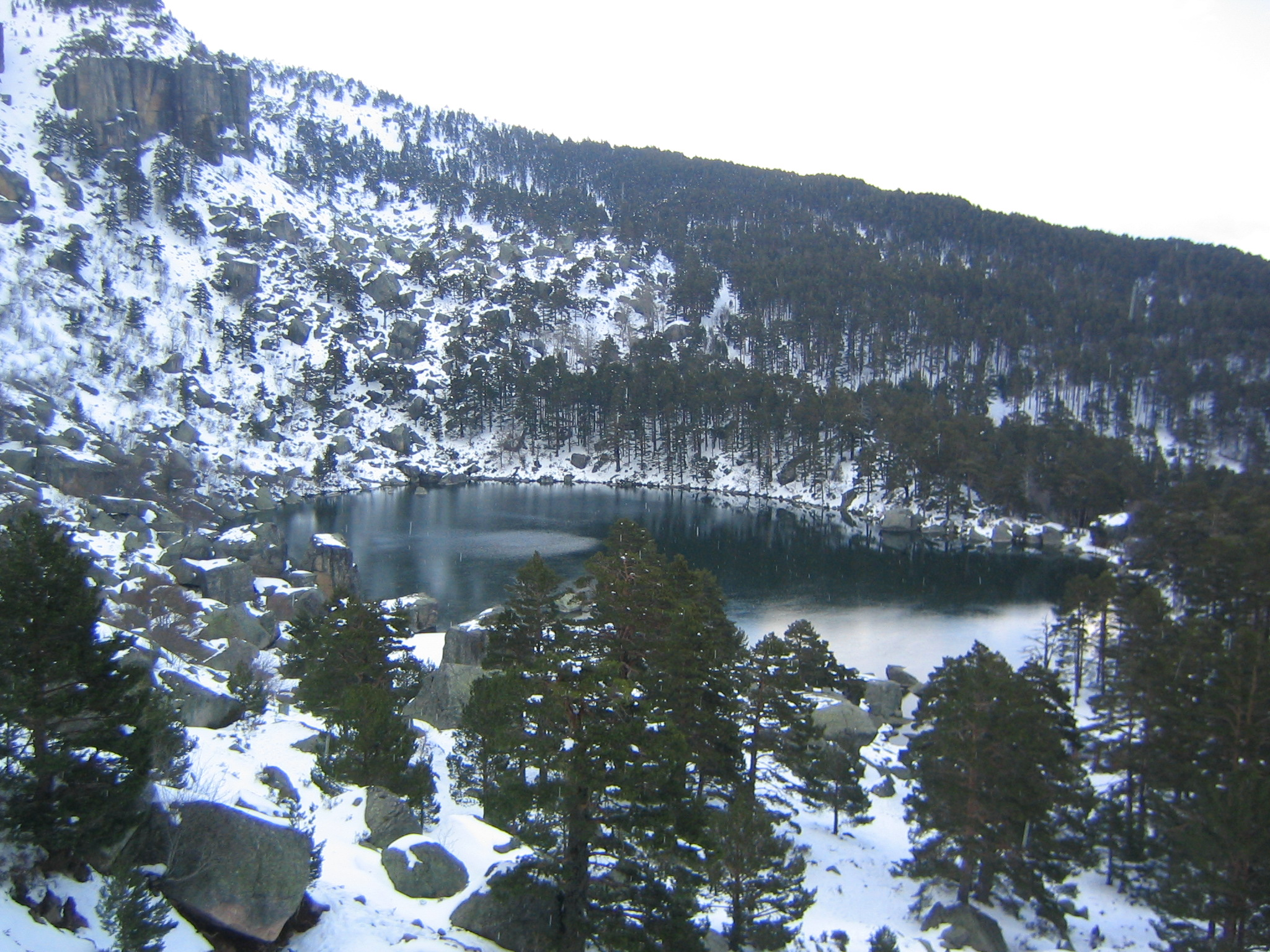
Laguna Negra im Winter